# Caridina tenuirostris
Caridina tenuirostris is een garnalensoort uit de familie van de Atyidae. De wetenschappelijke naam van de soort is voor het eerst geldig gepubliceerd in 1937 door Woltereck.